# Mike Harris
Michael LaTrent "Mike" Harris (Hillsboro, Texas; 15 de junio de 1983) es un jugador de baloncesto estadounidense que pertenece a la plantilla de los Magnolia Hotshots de la PBA. Mide 1,98 metros, y juega en la posición de alero.

## Trayectoria deportiva

### Universidad y ligas menores
Harris jugó en la Universidad de Rice, donde terminó como máximo anotador (2014 puntos) y máximo reboteador (1111 rebotes) de la historia de la universidad, récords que le sirvieron para dar el salto al baloncesto profesional en el verano de 2005, cuando firmó por el BC Kiev de la liga ucraniana de baloncesto. Fue la siguiente temporada, en la 2006/2007, cuando Harris apareció por primera vez en la NBA, jugando cinco partidos de pretemporada con los Milwaukee Bucks y promediando 6 puntos y 2,4 rebotes por partido, antes de ser mandado a jugar con los Colorado 14ers, equipo afiliado de Milwaukee en la D-League. Ese año, jugó 48 partidos con unas medias de 11,8 puntos, 6,8 rebotes y 1,5 tapones por partido.
En verano del 2007 y tras acabar contrato con los Bucks, Harris firmó el 13 de julio un acuerdo sin garantías con Houston Rockets. Jugó los dos primeros partidos de pretemporada con el equipo promediando 5 puntos y 6 rebotes por partido, para verse despedido del conjunto el 22 de octubre. Harris optó entonces por dirigirse a China, donde jugó la temporada con los Dongguan New Century Leopards, mejorando sus estadísticas para llegar a los 24,3 puntos y 11,6 rebotes en 28 minutos por partido en 25 encuentros.

### NBA
Sus buenas estadísticas en China captaron la atención de la NBA, lo que le llevó a firmar un contrato de 10 días de nuevo con Houston Rockets el 9 de marzo de 2008, que se vio prolongado varias veces a lo largo del final de campaña. A finales de octubre de 2008 fue cortado por los Rockets.
El 24 de febrero de 2010 firmó un contrato de 10 días con Washington Wizards.

## Estadísticas de su carrera en la NBA

### Temporada regular
| Año     | Equipo     | PJ | PT | MPP  | %TC  | %3P  | %TL  | RPP | APP | ROB | TPP | PPP |
| ------- | ---------- | -- | -- | ---- | ---- | ---- | ---- | --- | --- | --- | --- | --- |
| 2007-08 | Houston    | 17 | 0  | 9.4  | .500 | .000 | .615 | 3.2 | .2  | .4  | .2  | 3.6 |
| 2009-10 | Houston    | 8  | 0  | 10.3 | .370 | .000 | .556 | 2.5 | .4  | .5  | .1  | 3.1 |
| 2009-10 | Washington | 5  | 0  | 2.8  | .333 | .000 | 1000 | .8  | .0  | .2  | .0  | .8  |
| 2010-11 | Houston    | 4  | 0  | 4.0  | .500 | .000 | .500 | 1.3 | .3  | .0  | .3  | 2.0 |
| 2013-14 | Utah       | 20 | 0  | 11.3 | .475 | .000 | .963 | 1.7 | .3  | .8  | .4  | 4.2 |
| Total   | Total      | 54 | 0  | 9.2  | .464 | .000 | .782 | 2.1 | .2  | .5  | .2  | 3.4 |

### Playoffs
| Año   | Equipo  | PJ | PT | MPP | %TC  | %3P  | %TL  | RPP | APP | ROB | TPP | PPP |
| ----- | ------- | -- | -- | --- | ---- | ---- | ---- | --- | --- | --- | --- | --- |
| 2008  | Houston | 3  | 0  | 3.0 | .500 | .000 | .500 | .7  | .0  | .0  | .0  | 1.0 |
| Total | Total   | 3  | 0  | 3.0 | .500 | .000 | .500 | .7  | .0  | .0  | .0  | 1.0 |